# Хотимир (имя)
Хотими́р — славянское двухосновное мужское имя. Происходит от глагола «хотеть» и существительного «мир».
Имя является одним из ранних славянских имён с компонентом -мир, известных по письменным источникам VIII—X веков. Первым известным носителем этого имени был карантанский князь Хотимир.
В ранних источниках имя Хотимир во втором своём компоненте передаётся как -mar (лат. Chetmarus, др.-в.-нем. Cheitmar). Однако в поздних источниках выступает как Хотимир (словен. Hotimir). По польским данным XIII—XIV веков имя писалось как Chocimir, Choceimir.
Название населённого пункта Хотимир происходит от данного имени.